# Priego
Priego es un municipio y localidad española del norte de la provincia de Cuenca, en la comunidad autónoma de Castilla-La Mancha. Con una población de 925 habitantes (INE 2024), está ubicado en la comarca de la Alcarria conquense, en la frontera desde la que se accede a la Serranía de Cuenca. Su término municipal está bañado por las aguas de los ríos Trabaque, Guadiela y Escabas, dándose la circunstancia de que este último discurre a muy pocos metros del casco urbano.

## Naturaleza

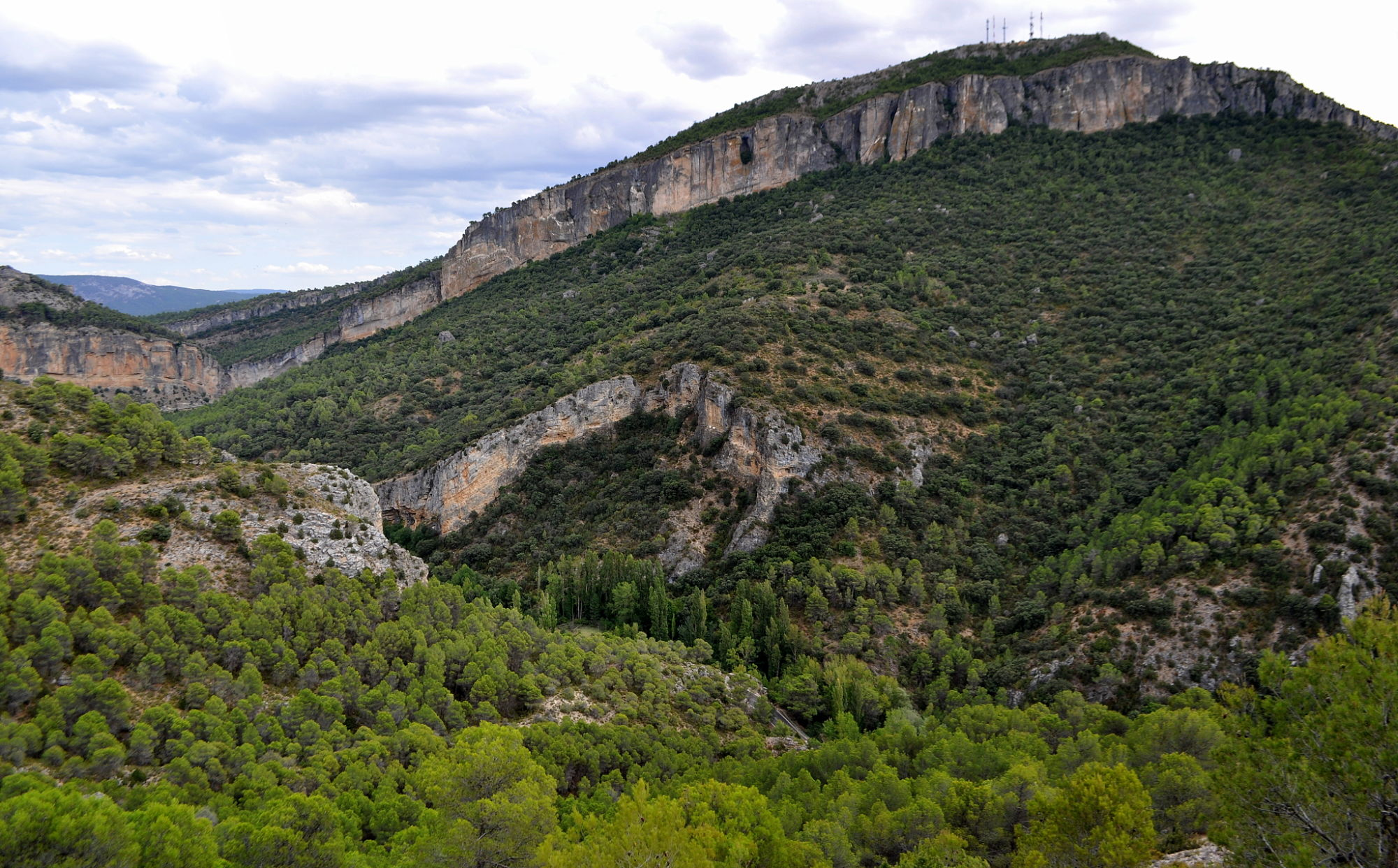
Vista parcial del Estrecho de Priego y la Hoz del Conde

Al estar situado entre la Serranía y la Alcarria, Priego dispone de un rico y variado patrimonio natural que excede a su término municipal y se extiende a otros pueblos cercanos. Pertenece a la Red Natura 2000, es Zona de Especial Protección para Aves (ZEPA) y Zona de Especial Conservación (ZEC). 
Lo que vecinos y visitantes distinguen a primera vista es la presencia de dos montañas imponentes, las sierras del Rodenal y Valseco –conocida esta última como La Degollá–, que se coronan por encima de los 1.200 metros. Entre ellas discurre encajonado el río Escabas, que baja sus aguas serranas desde el parque natural de El Hosquillo y se abre paso hacia la Alcarria a través del Estrecho de Priego, una hoz de altas paredes de roca caliza que sirve de hogar para una importante comunidad de buitres leonados y en la que también anidan águilas perdiceras, además de otras muchas especies. El río sale de la Serranía por las estrecheces de esta puerta que divide ambas comarcas sobre el mapa y también sobre el terreno, pues resulta más que evidente el cambio del paisaje cuando el Escabas se abre paso entre las huertas de los pricenses cada vez más amplias gracias a la llanura de la Alcarria. 
A 8 kilómetros del pueblo, en dirección a Albendea, el Escabas recoge las aguas del Trabaque y, poco más abajo, se entrega al río Guadiela en un paraje conocido popularmente como Las Juntas, situado a poca distancia de la ermita romana de Llanes (Bien de Interés Cultural), el monte del Ardal, el embalse de la Ruidera y el merendero de Cueva Tomás. 

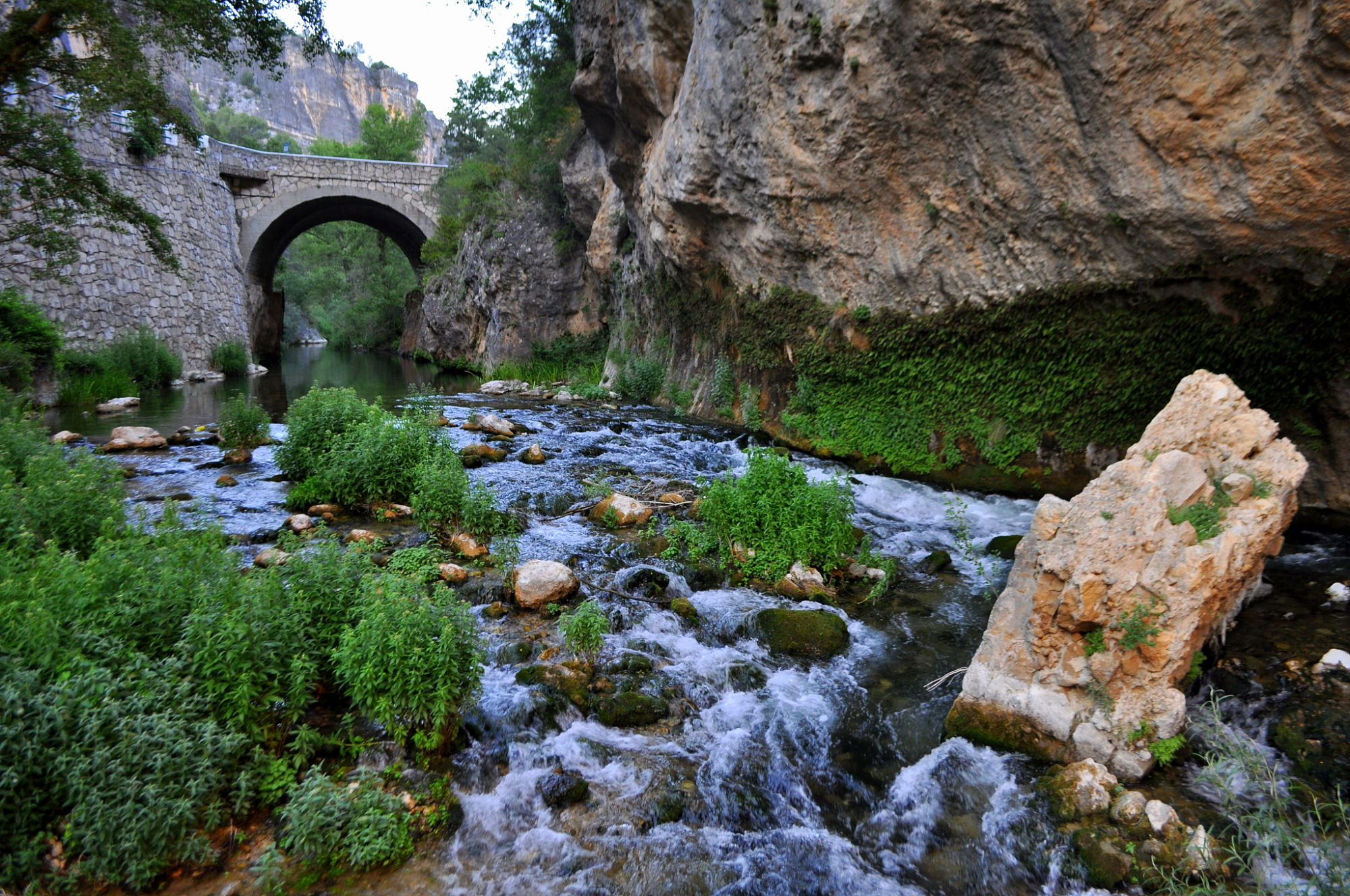
El río Escabas coge velocidad a su paso por el Estrecho de Priego

La vega del Escabas, a la altura de Priego, tiene abundante vegetación que crece a los pies del municipio y rodea las huertas de los vecinos formando un bosque de galería que se puede disfrutar tanto a ras de suelo como desde los pequeños cerros que se elevan sobre las choperas. La variedad de especies dibuja un mosaico de colores que se transforma a lo largo del año. También abundan diferentes especies de pino que crecen en las montañas que rodean al pueblo y que comparten espacio con los bosques de encinas. Los campos más próximos al núcleo urbano son terrenos de cultivo (mayormente cereal) que igualmente ofrecen una postal de contrastes.
Ciervos, corzos, jabalís, conejos, zorros y tejones son algunos de los mamíferos que pueblan el término de esta localidad conquense.

## Historia
En los alrededores de Priego se han encontrado indicios de un posible asentamiento íbero, próximos a los restos de una calzada romana que también ofrece pistas sobre el posible origen de este municipio.

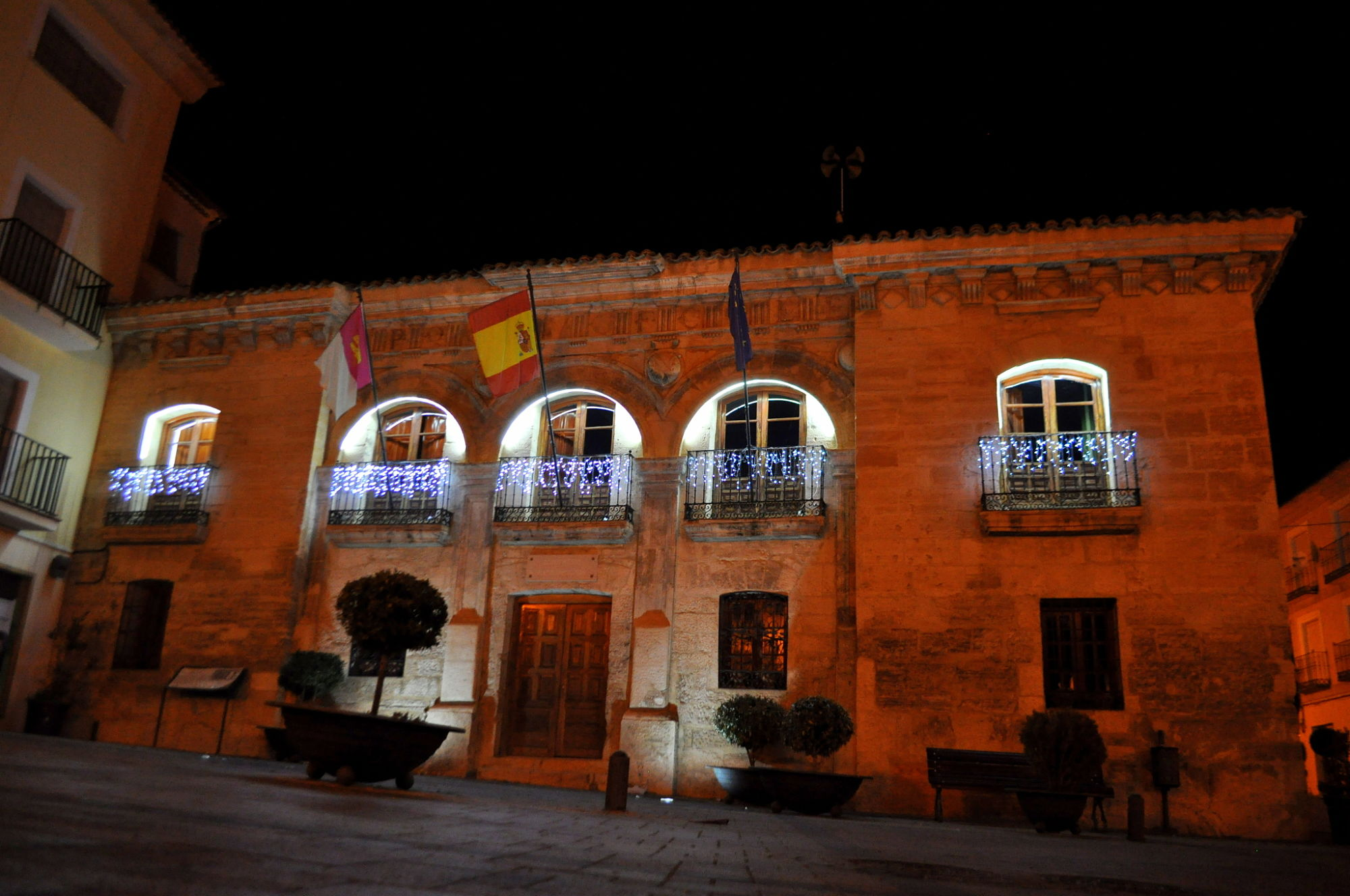
Vista nocturna del Palacio de los Condes de Priego, actualmente sede del Ayuntamiento

El señorío de Priego es ostentado desde 1298 por la familia Carrillo por privilegio de Fernando IV a Alonso Ruiz Carrillo, primer señor de Priego y descendiente de Garci Gómez Carrillo. El título de condes de Priego lo concede Enrique IV de Castilla a Diego Hurtado de Mendoza, marido de Teresa Carrillo, VI señora de la villa de Priego, en 1465. Desde entonces el linaje de los Carrillo modifica su apellido por el de Carrillo de Mendoza. La alianza matrimonial entre ambos les permitió extender su patrimonio familiar y su dominio señorial por tierras de Guadalajara y Molina de Aragón, incluyendo los derechos señoriales sobre diversos oficios y rentas en Guadalajara capital.

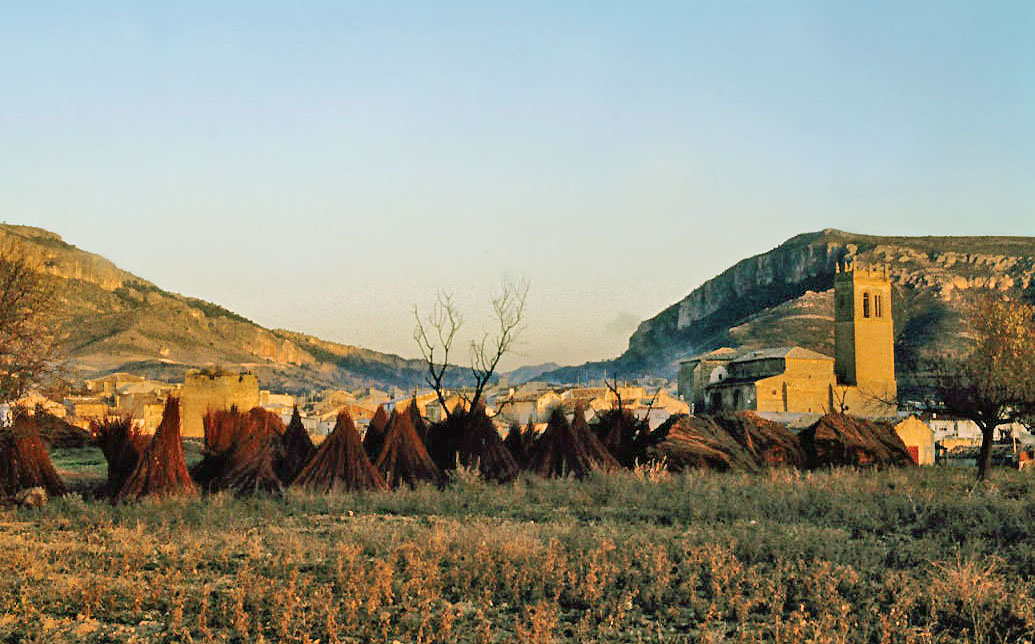
Priego a finales de la década de 1970

Priego obtuvo el título de ciudad en 1440 de mano del rey Juan II de Castilla, padre de Isabel la Católica; un descendiente Pedro Carrillo fue halconero mayor de este rey, además de ser su cronista.
El séptimo conde de Priego, Fernando Carrillo de Mendoza y Villarreal, fue embajador del rey Felipe II en Portugal, además de mayordomo mayor de Juan de Austria durante su minoría de edad. Con él estuvo en la batalla de Lepanto, donde se obtuvo la victoria. Fernando fue el encargado de llevar la noticia al papa Pío V, que otorgó al conde un cuadro de la Virgen de las Angustias y, a la ciudad Priego, el privilegio de realizar la Procesión de las Reverencias en el Domingo de Resurrección, un evento extraordinario que consiste en que el Cristo Resucitado es sustituido por la Custodia y sale al encuentro de su madre, en este caso simbolizada por la Virgen de la Torre, patrona del pueblo.

## Demografía
Priego cuenta con una población de 925 habitantes (INE 2024).
| Gráfica de evolución demográfica de Priego entre 1842 y 2021                                                        |
| |
| Población de derecho según los censos de población del INE Población de hecho según los censos de población del INE |

## Economía

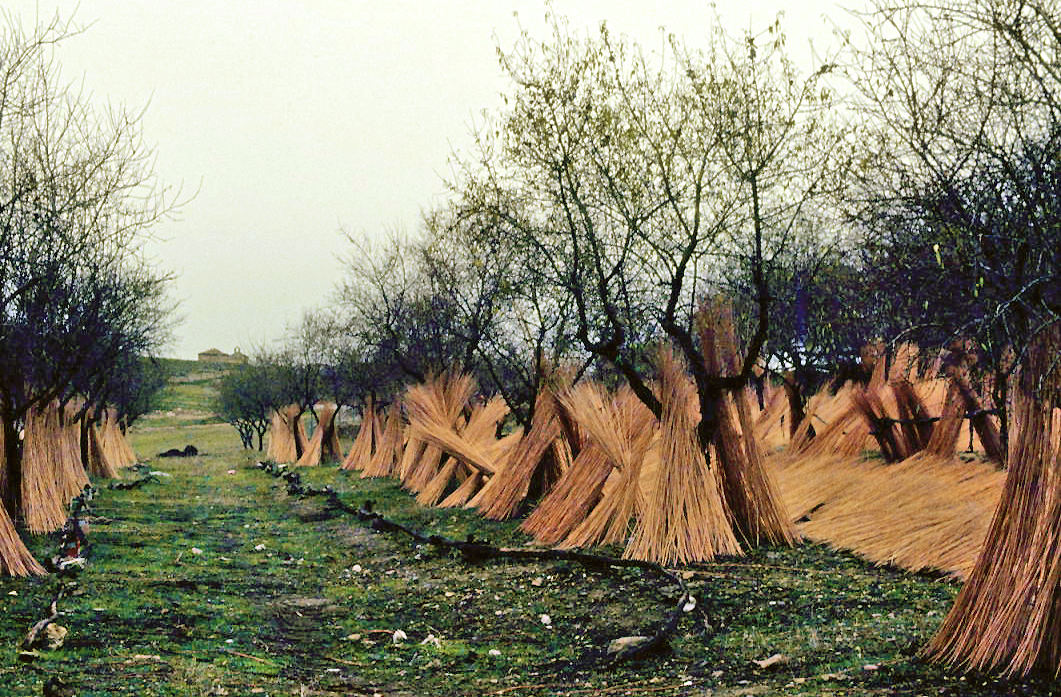
Haces de mimbre en Priego a mediados de la década de 1980

Como tantos municipios de la España rural, Priego ha asistido a la transformación de su economía en las últimas décadas. La agricultura y ganadería han perdido peso en favor del sector servicios y la construcción, que son las principales actividades que se desarrollan en la actualidad. El comercio y la hostelería se han visto impulsados por el atractivo turístico del pueblo, que sin duda es su principal motor. Por estar situado justo en la frontera entre la Serranía y la Alcarria conquense, Priego está rodeado de ríos, montañas y extensas llanuras, lo que proporciona a esta localidad un enorme patrimonio natural que se ofrece al visitante en perfecto estado de conservación. Además de naturaleza, el pueblo conserva parte de su legado histórico, visible aún en multitud de edificios y calles. 
Aunque en los últimos años se ha visto mermada por efecto de la despoblación, la oferta de servicios de Priego sigue siendo amplia y está compuesta por bares, restaurantes, comercios, hostales, apartamentos y casas rurales. Además, la alfarería y el mimbre, históricas profesiones de este municipio conquense, todavía hoy representan la seña de identidad del pueblo, en el que se conservan algunos talleres de alfarería que permiten conocer de primera mano cómo se trabajaba el barro que dio de comer a multitud de familias del pueblo. Ni rastro queda ya –más allá de los edificios bandonados– de las fábricas de aceite y lana que en el siglo pasado sirvieron como fuente de riqueza y empleo para esta localidad.

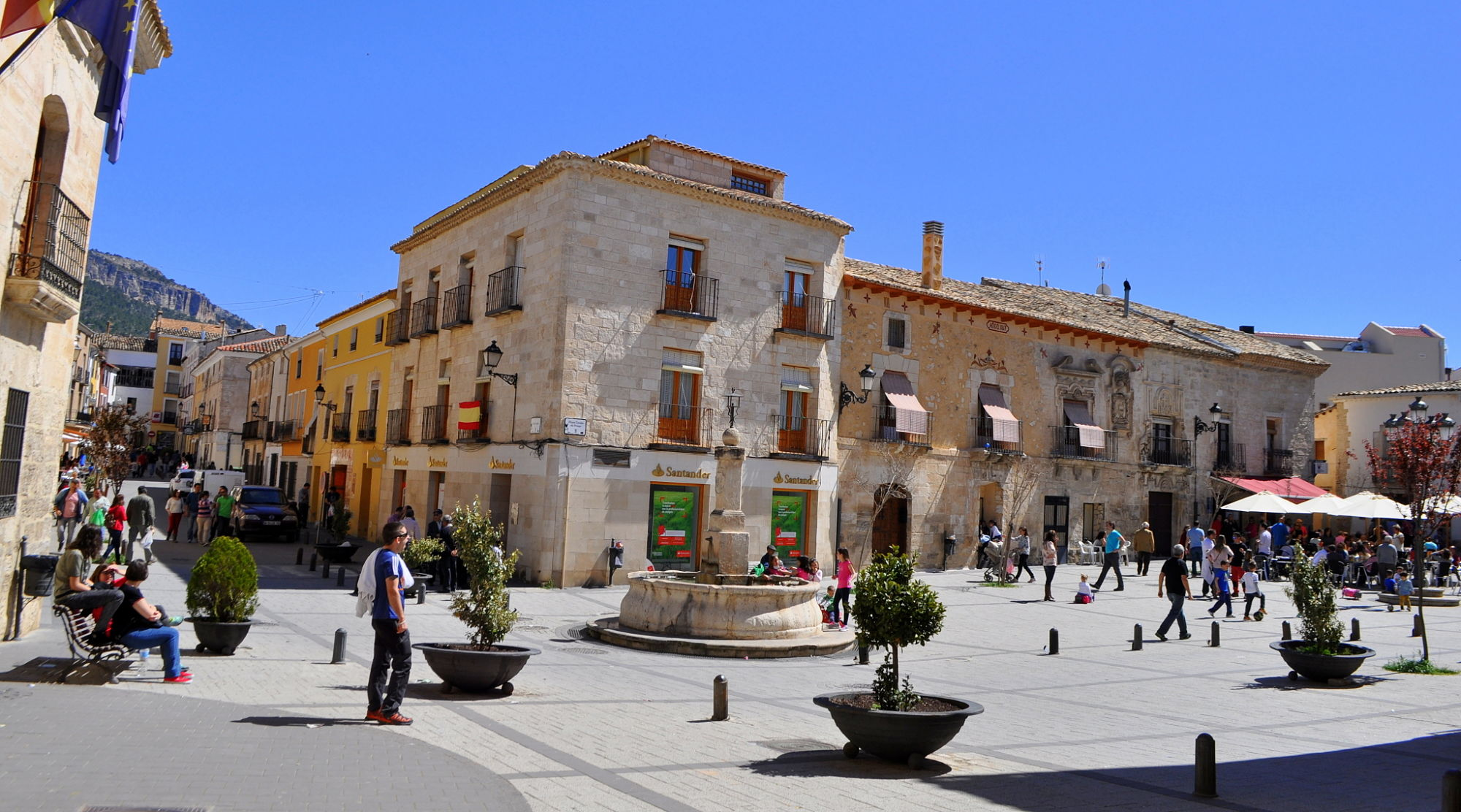
La calle Larga y la plaza de los Condes de Priego son la zona de mayor actividad comercial y el centro de la vida social del pueblo

El turismo representa una fuente de ingresos durante los meses de verano pero también en la temporada de otoño-invierno, pues hay quienes prefieren visitar el pueblo y su comarca aprovechando que las lluvias y el frío transforman el paisaje. En una u otra fecha pueden planificarse actividades de multiaventura, sector que en los últimos años viene despuntando gracias a las múltiples posibilidades que ofrece el entorno. Mención especial requiere la vía ferrata del Estrecho de Priego, que desde su instalación en 2016 se ha convertido en uno de los principales reclamos turísticos del municipio. Junto a ella, sobre el río Escabas y la carretera que conduce a Cañamares, se ha habilitado también una zona de escalada de acceso público que permite ascender por paredes rocosas de hasta 60 m de altura.

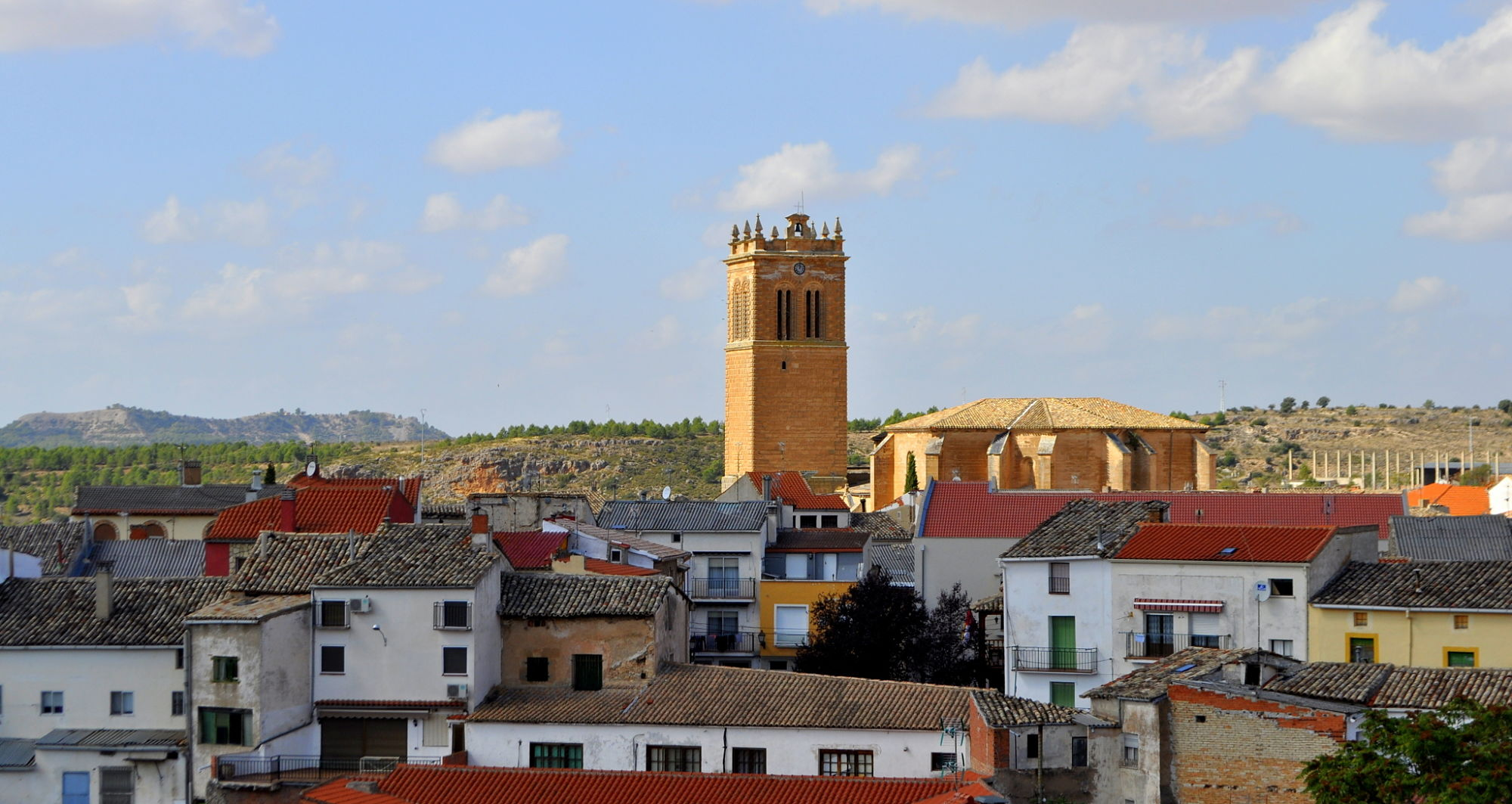
Centro urbano de Priego presidido por la torre de la iglesia de San Nicolás de Bari

Priego es una de las localidades más pobladas del norte de la provincia, motivo por el que dispone de servicios públicos y privados que no existen en otros pueblos de la comarca, como instituto de educación secundaria y bachillerato, colegio de primaria, centro de salud, centro de la mujer, oficina de consumo, área de servicios sociales, cuartel de la Guardia Civil, biblioteca, hogar del jubilado, gasolinera, tres sucursales bancarias, oficina de ganadería, helipuerto para emergencias sanitarias, oficina de agentes medioambientales, piscina municipal, residencia de mayores, polideportivo municipal, oficina de Correos y un parque de bomberos.

## Arquitectura
Casa consistorial

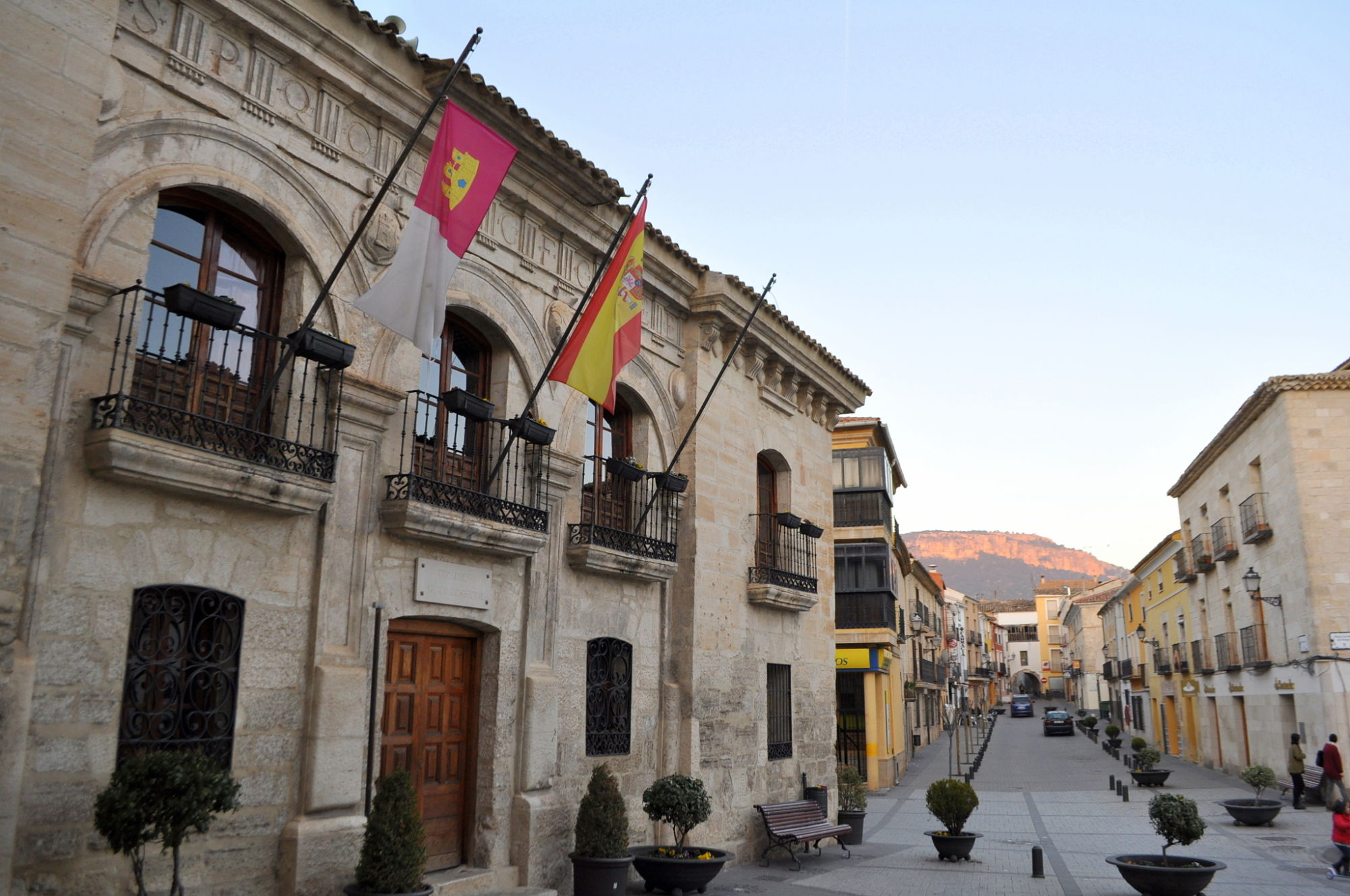
Antiguo Palacio de los Condes de Priego, hoy convertido en la sede del Ayuntamiento

La casa consistorial es la sede del Ayuntamiento. Se encuentra en la plaza mayor del pueblo, la plaza de los Condes de Priego, a los que un día perteneció. El edificio, del siglo XVI, es de estilo renacentista y se caracteriza por su decoración sobria y elegante. En él destacan sus ventanas con arcos escarzanos y sus frontones clasicistas en los que se tallaron algunas inscripciones sobre el origen de la construcción, ordenada por Fernando Carrillo de Mendoza y Villarreal, sexto conde de Priego, en 1553. Entre las ventanas de la fachada principal del palacio se observan con perfecta claridad los escudos de las familias Carrillo y Mendoza; ambos están acompañados por una inscripción que contiene las siguientes letras que, a modo de abreviatura, resume la siguiente frase:
S, los señores, P, de Priego, Q, Quintana, H, y Hormaza (estas últimas aluden a los títulos obtenidos anteriormente por la familia Carrillo), V, de esta villa, C, condes, F, construyeron, C, esta casa, P, con el pecunio (dinero efectivo), EE, de ellos
Torreón de Despeñaperros

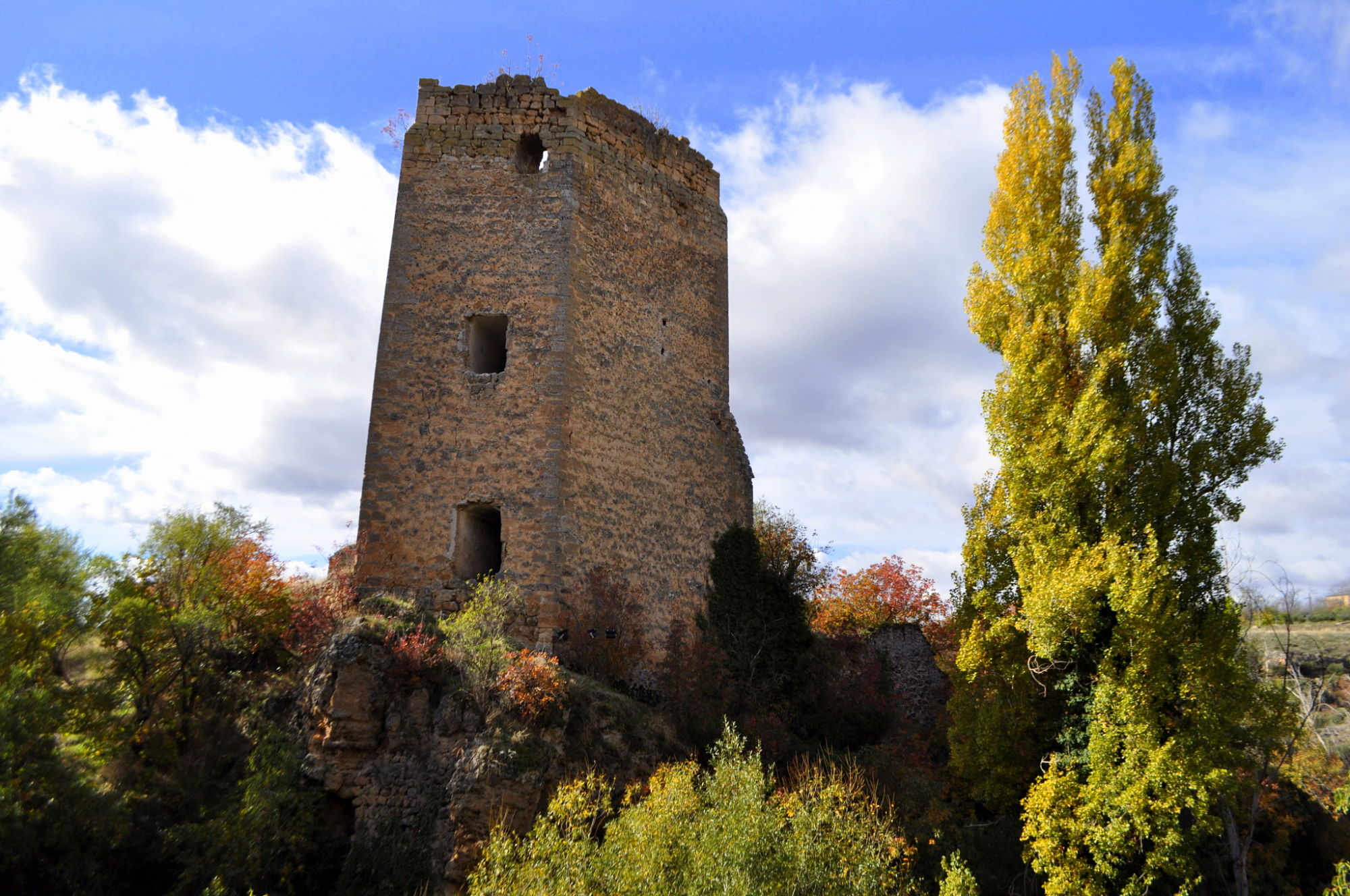
Vista de la única torre que se conserva del conjunto monumental

Es el único vestigio de la fortaleza árabe que queda en el pueblo. Tiene forma prismática y se encuentra muy deteriorado. Actualmente sólo se conserva este torreón como única representación de los tres que llegó a albergar este conjunto monumental que se protegía con una muralla de la que aún quedan restos. Igualmente se conserva parte de una segunda torre, aunque apenas han llegado hasta nuestros días unos pocos metros de su fachada y uno de sus ventanales. En la parte inferior del torreón se encuentra la llamada «Cueva de la Mora», relacionada con una leyenda del siglo XIII. Según ésta, la cueva fue la morada de una joven princesa musulmana, Zobeya, que fue convertida en serpiente por unas hechiceras por orden del señor cristiano del castillo, al enterarse de sus amores con su hijo. Según la tradición, todo aquel que osara entrar en la gruta para ver a Zobeya, se convertía en piedra. El torreón recibe a los visitantes que llegan al pueblo procedentes de Cuenca y Madrid. Está situado frente al parque Luis Ocaña, del que le separa un cortado que ha ido escavando el arroyo del corzo y que decora este paraje con abundante vegetación.
Iglesia de San Nicolás de Bari

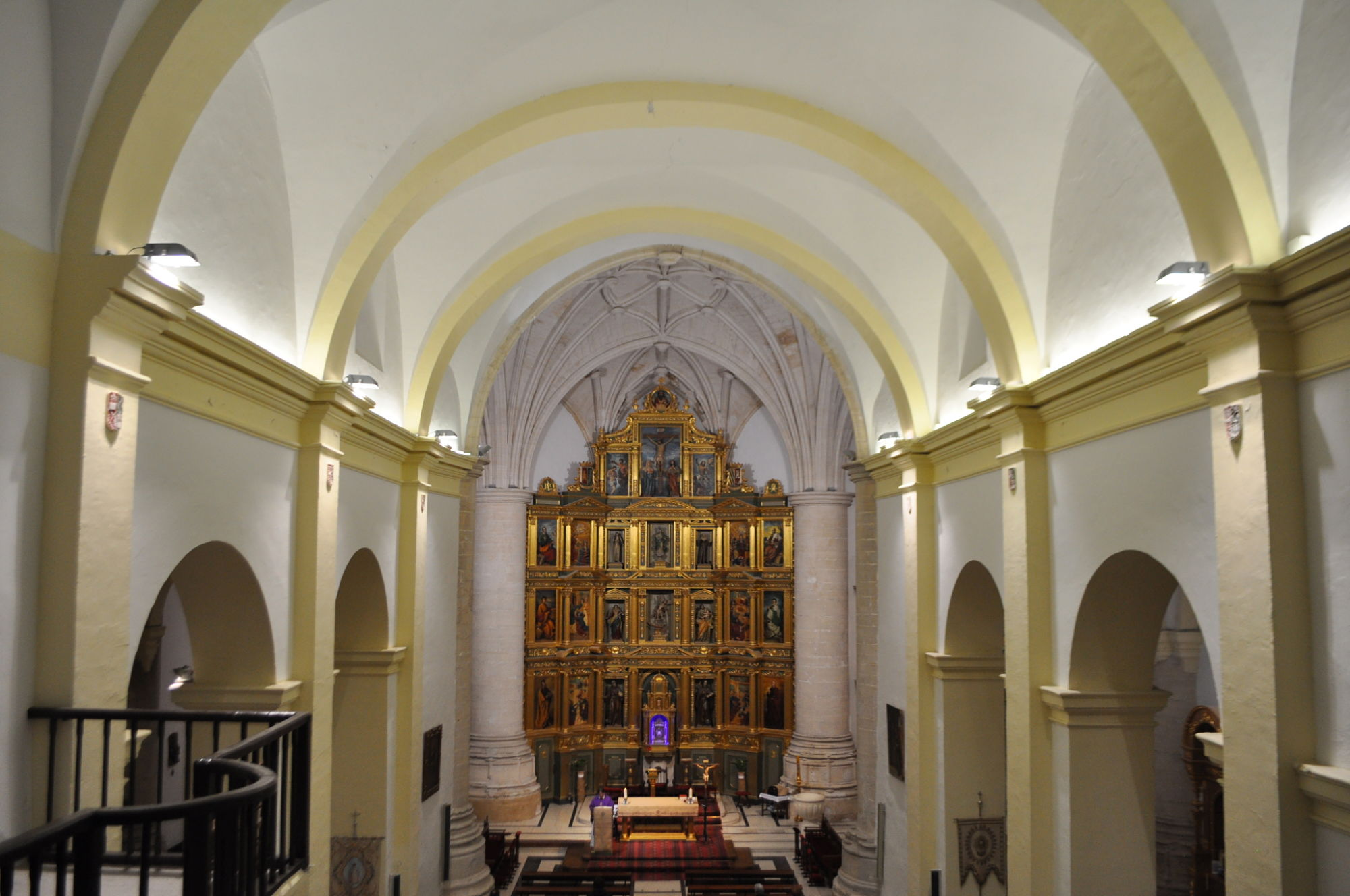
Vista parcial de la nave central de la iglesia, tomada desde el coro

Es un gran edificio gótico tardío del siglo XVI. Construida en 1540 por Pedro de Alviz, en su interior tiene unos enormes pilares que soportan las bóvedas de crucería compleja de cada una de las tres naves en que se estructura. La torre de la iglesia, de estilo renacentista, se eleva a más de 30 m de altura y tiene forma prismática perfecta. En lo alto del edificio se encuentran el reloj y el campanario, visibles desde todo el pueblo y coronados por una serie de pináculos que se alzan hasta lo más alto. Parte de la iglesia tuvo que se reconstruida tras un incendio que le provocó importantes daños materiales en el año 1839 durante las Guerras Carlistas. Las tres naves desembocan en el crucero, donde se levantan tres imponentes retablos decorados con pinturas y esculturas, entre ellas 8 tallas de madera del escultor vallisoletano José Salvador Carmona (1650) y 14 lienzos de Rafael Pedrós. En la base de la torre se encuentra la capilla de la Virgen de la Torre, patrona del pueblo. Se trata de una talla de apenas 15 cm que, según la tradición, fue encontrada por quienes escavaron los cimientos de la torre. De ser así, podría tratarse de una pequeña escultura que perteneció a la iglesia románica sobre la que se construyó el nuevo templo. En su capilla están expuestas algunas de las obras pictóricas y arquitectónicas más antiguas que guarda la parroquia de Priego.

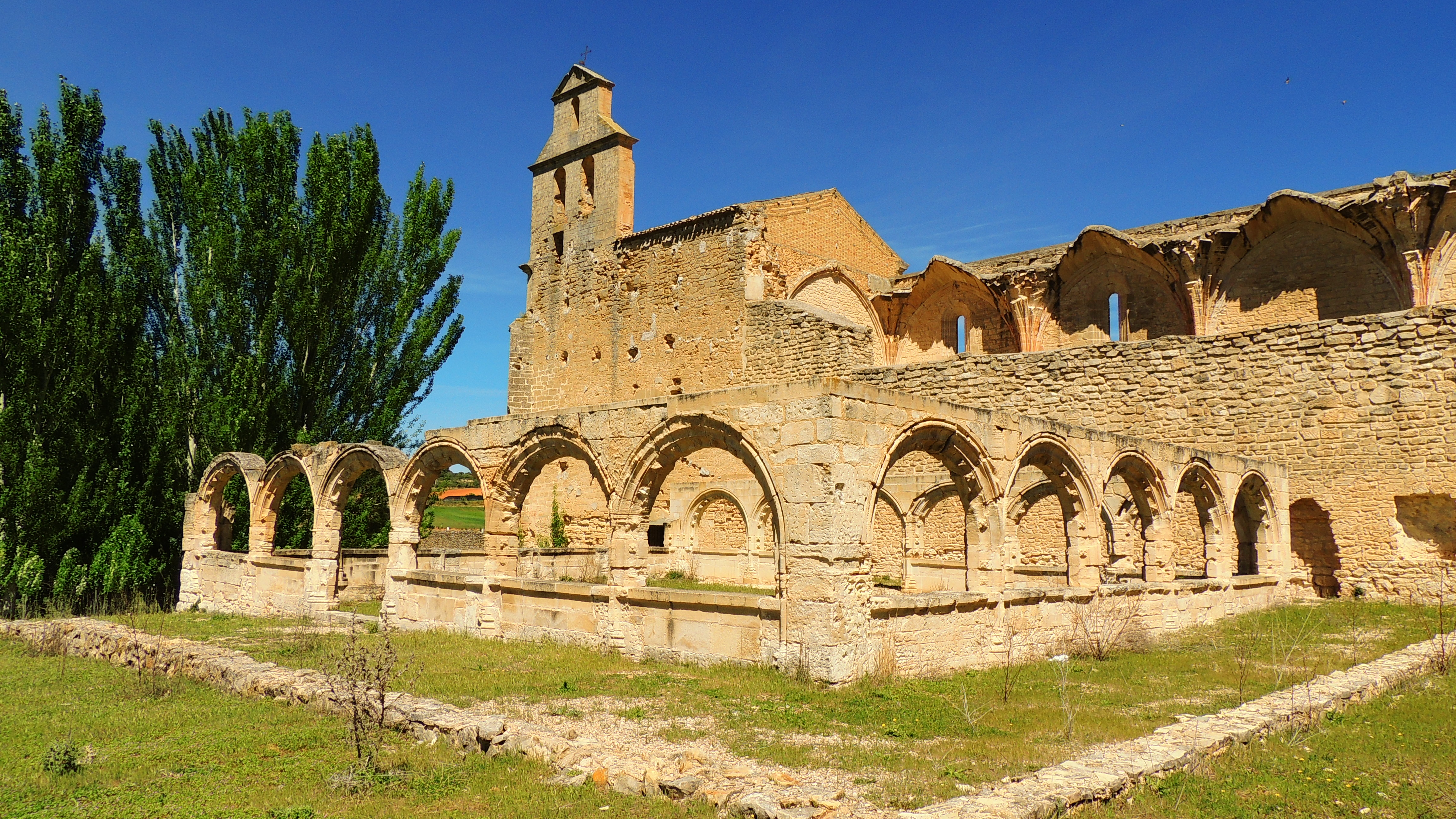
Convento del Rosal
Es un convento concepcionista construido en 1525 por iniciativa de Diego Carrillo de Mendoza, párroco de Zaorejas y chantre de la catedral de Cuenca, y hermano de Luis Carrillo de Mendoza, VII conde de Priego. La obra fue desarrollada por el arquitecto Pedro de Alviz. Está situado a dos kilómetros de Priego, junto a la carretera que lleva a Alcantud. De él se conserva, aunque en estado de ruina, la iglesia gótica que formó parte de un edificio mucho mayor que estuvo en pie hasta comienzos del siglo XX. También permanecen los arcos de lo que fue el claustro del convento, en cuyo centro había un pozo de agua que sirvió para esconder algunas reliquias. Es conocido por los pricenses como «las monjas». Años atrás, el convento fue utilizado como vestuario de un polideportivo situado a sus pies. Pero las continuas agresiones delincuentes a los vestuarios, hicieron que se cerrase el polideportivo y la entrada pública al convento. En su origen, el Convento del Rosal fue ocupado por la Orden de las Hermanas Concepcionistas Franciscanas. Estuvo habitado, entre otras, por María de Mendoza y Teresa Carrillo, sobrinas del fundador. La leyenda que conocen y cuentan los pricenses dice que en este convento apareció la imagen de la Virgen junto a un rosal que estaba en el patio de la entrada. La planta, dicen, se mantenía siempre verde, incluso en los fríos meses de invierno. La leyenda asegura que algunas monjas cortaron tallos del rosal como esquejes pero nunca enraizaron.
Convento de San Miguel de la Victoria

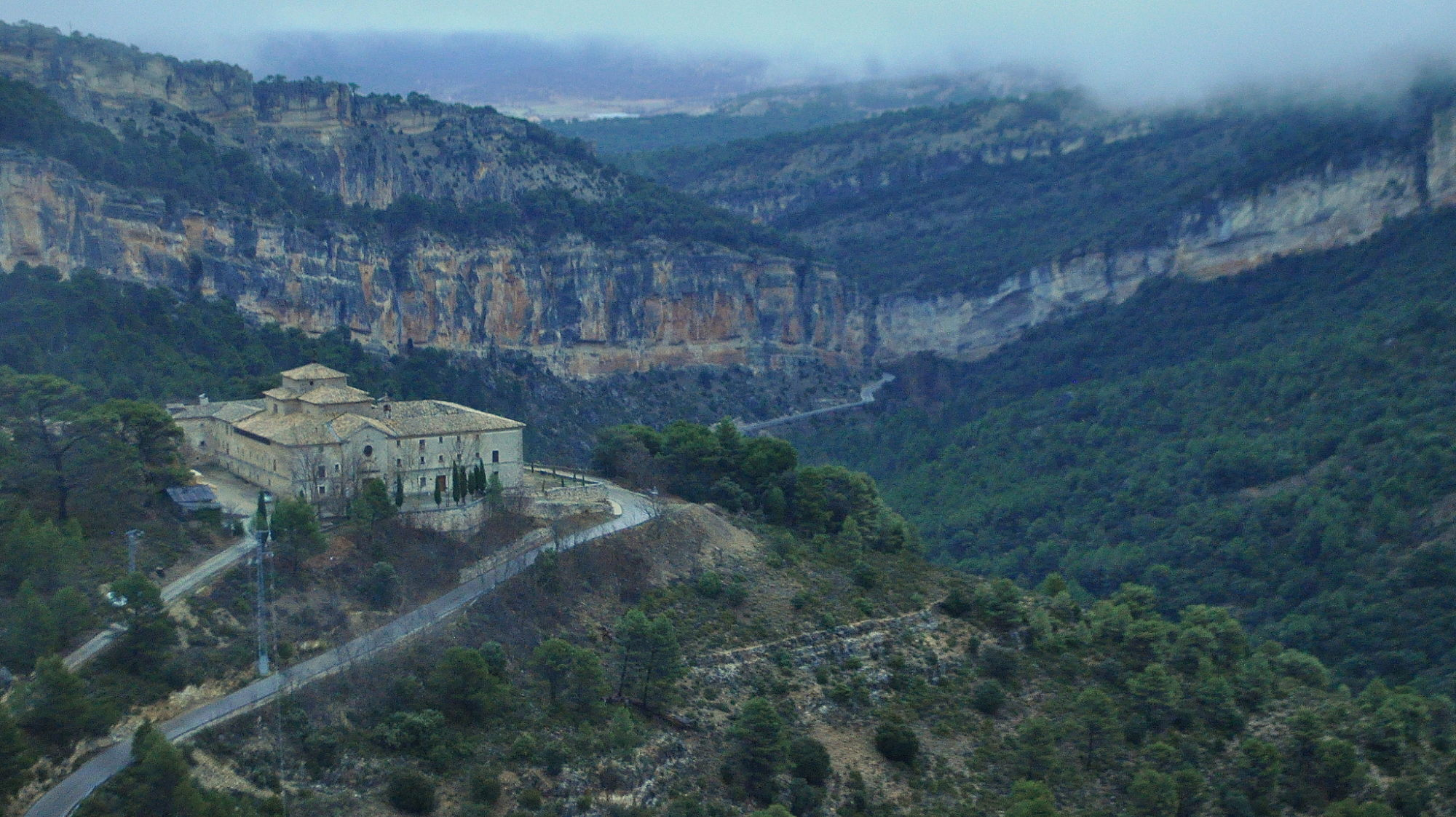
Vista aérea del convento de San Miguel de la Victoria construido a los pies del monte del Rodenal

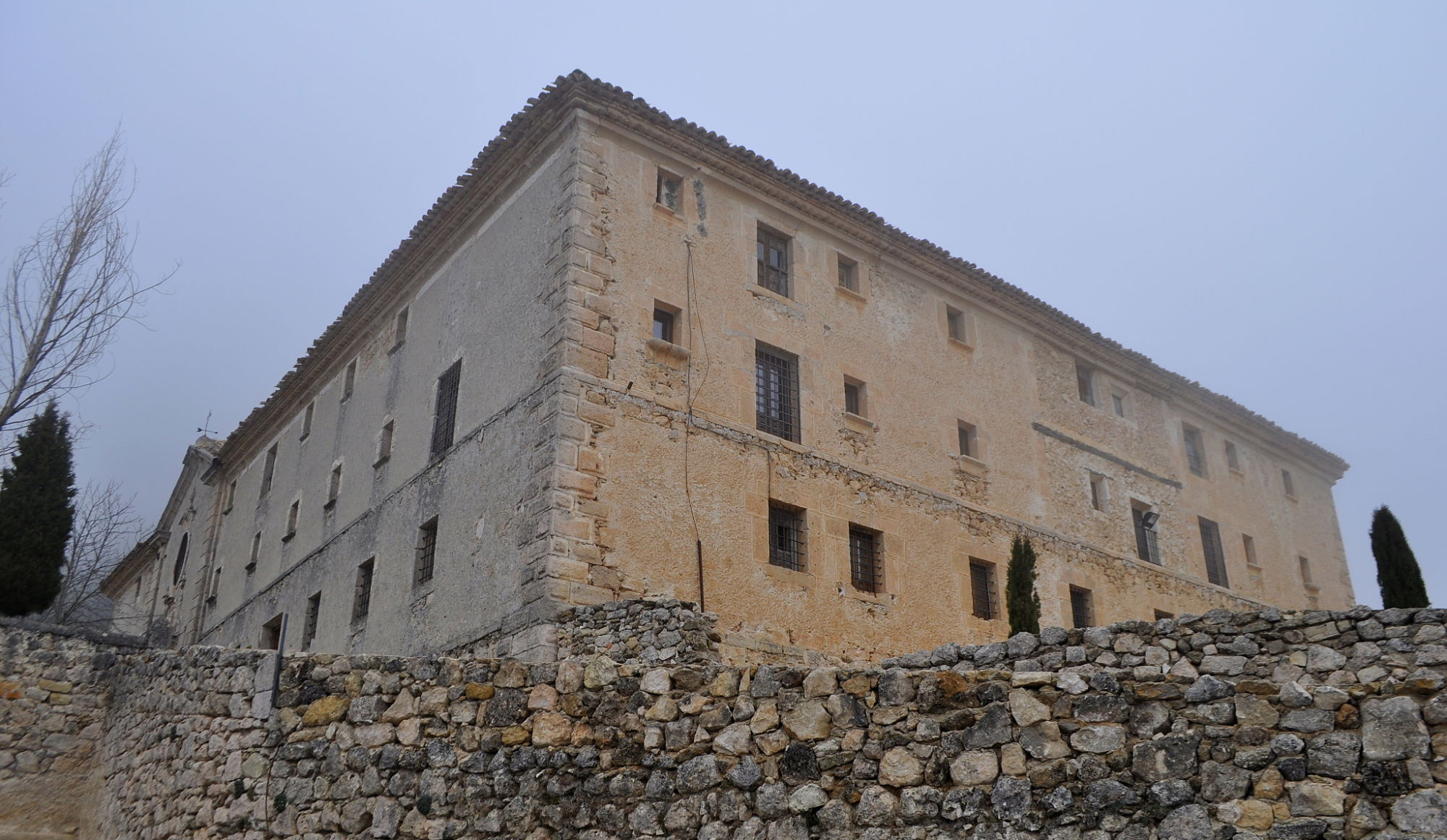
Fachada y lateral del Convento de San Miguel de la Victoria

El convento de San Miguel de la Victoria está situado a 3 km de Priego, en la falda del monte del Rodenal. El edificio que se conserva hoy en día se construyó entre 1772 y 1777 después de que un desprendimiento de rocas destrozase parte de otro convento situado a muy pocos metros y habitado por Franciscanos Descalzos. Este fue anterior, fundado en 1577 por Fernando Carrillo de Mendoza, conde de Priego que participó en la Batalla de Lepanto y mayordomo mayor de Juan de Austria. El conde juró que si él y sus hijos volvían de la guerra con vida ordenaría la construcción de un convento, hecho que finalmente ocurrió. Los monjes franciscanos habitaron este nuevo edificio hasta que en 1808, con motivo de la invasión francesa, los religiosos se dispersaron. Al finalizar la Guerra de la Independencia, los monjes retornaron. Sin embargo, su estancia fue breve ya que tuvieron que abandonar el convento cuando se decretó la exclaustración general y el edificio fue subastado. Puesto que nadie lo adquirió, en 1851 se le adjudicó a la Mitra de Cuenca, que lo utilizó como centro educacional de los misioneros que pondrían rumbo a Tierra Santa. Cuando este servicio se trasladó a Santiago de Compostela en 1887, el convento pasó a ser un colegio de latín y humanidades perteneciente al Seminario de Cuenca. Después, el colegio cerró y San Miguel de la Victoria se convirtió en una casa de reposo. El edificio se encuentra en mitad de la ladera, encajonado en la hoz que el río Escabas ha moldeado con el paso del tiempo. En su interior destaca una pequeña iglesia de estilo barroco que se caracteriza por los frescos que adornan la bóveda y la cúpula bajo las que todavía hoy se ofician algunas misas, en especial las que se celebran a mediados de septiembre en honor al Cristo de la Caridad, obra del escultor José Salvador Carmona creada en el siglo XVIII y expuesta en una pequeña capilla del convento hasta la que peregrinan muchos vecinos de la comarca.  Si bien la iglesia del convento siempre ha estado en buenas condiciones, el resto de dependencias, mayormente dormitorios, habían acusado el paso del tiempo y en los últimos años han tenido que ser rehabilitadas. Actualmente la iglesia y la capilla del Cristo de la Caridad están abiertas a fieles y visitantes, mientras que las habitaciones suelen ser ocupadas temporalmente por los campamentos infantiles que el convento acoge cada año.
Puente Liende

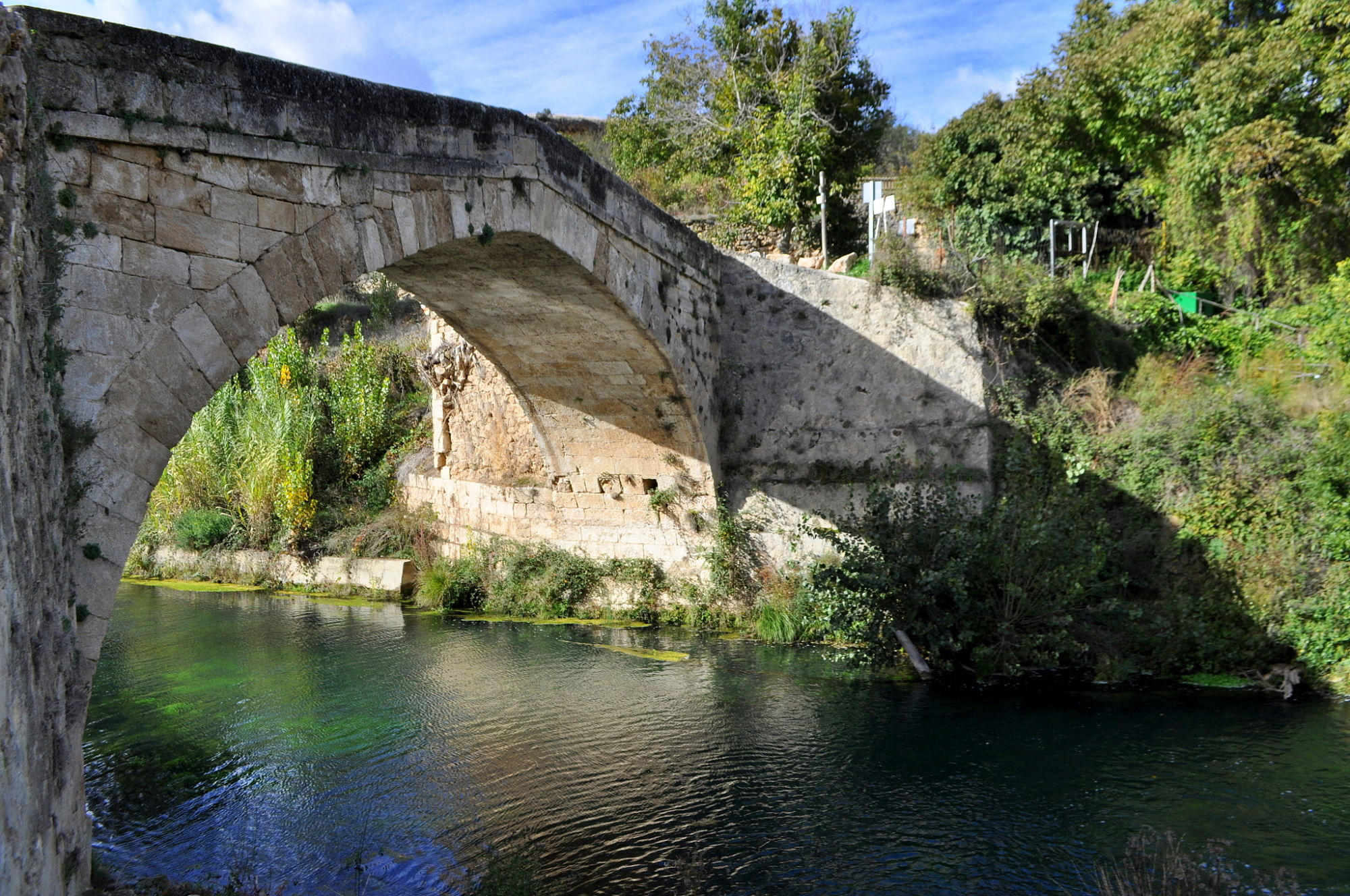
Puente Liende de Priego sobre el río Escabas

Al puente Liende se llega desde el pueblo bajando por un camino asfaltado que apenas recorre 1 km antes de llegar hasta él. La documentación hallada en el Archivo Histórico Nacional sitúa el origen del puente en el siglo XVI, cuando Carlos V, según consta en una provisión real escrita en 1548, ordenó que "los pueblos de diez leguas alrededor contribuyan a hacer de piedra la Puente del Pozo en el río Escabas de Priego". El puente consta de un solo arco que cruza totalmente el río, sobre el que se levanta a una altura de 8 m. En este mismo lugar existe una zona de recreo con merendero y una pequeña playa natural para quienes se atreven a disfrutar de las frías aguas del Escabas.